# Trương Hinh Dư
Trương Hinh Dư (giản thể: 张馨予, phiên âm: Zhāng Xīn Yǔ, tiếng Anh: Viann Zhang) là một người mẫu, diễn viên Trung Quốc. Cô từng là người mẫu của nhiều trò chơi ăn khách tại Trung Quốc như ''FIFA Online 2'', ''Cross Fire'', ''Xích Bích Online'', ''Đồng Tước Đài" và gần đây nhất là trò chơi "Tư Mỹ Nhân". Cô nổi tiếng qua nhiều vai diễn như Đát Kỷ, Tiêu Thục Phi và đặc biệt là vai Lý Mạc Sầu trong Thần điêu đại hiệp (phim truyền hình 2014). Cô có biệt danh là Trương Tiểu Nữu, Miêu Miêu.

## Tiểu sử
Năm 2009 cô là người mẫu của nhiều trò chơi ăn khách tại Trung Quốc như FIFA Online 2, Cross Fire, Xích Bích Online, Đồng Tước Đài" và "Tư Mỹ Nhân"
Năm 2015, vào tháng 5 Trương Hinh Dư tham dự Liên hoan Phim Quốc tế Cannes lần thứ 68;  Tháng 9 tham dự Liên hoan Phim Venice lần thứ 72 với Phim Điện ảnh Ma Tạp Hành Động; tháng 10 làm gương mặt đại diện cho game GMO Super Fighter .
Tháng 8 năm 2018, Trương Hinh Dư thông báo kết hôn với Hà Tiệp, sỹ quan quân đội đặc chủng chống khủng bố . Hai người gặp nhau trong chương trình Kỳ Binh Thần Khuyển .

## Phim

### Truyền hình
| Năm  | Tên                                 | Tên gôc              | Vai                                   | Bạn diễn                        | Số tập | Ghi chú                   |
| 2007 | Đại kỳ anh hùng truyện              | 大旗英雄传           | Nữ Vương Phong                        |                                 | 41     |                           |
| 2009 | Thanh xuân tiến hành thời           | 青春进行时           | Trương Trân Ni                        | Hà Trác Ngôn                    | 100    |                           |
| 2011 | Tiền đa đa giá nhân ký              | 钱多多嫁人记         | Tương Y Y                             |                                 | 35     | phim mạng                 |
| 2012 | Liệp sát                            | 猎杀                 | Cao Muội                              |                                 | 30     |                           |
| 2013 | Tinh trung Nhạc Phi                 | 精忠岳飞             | Lương Hồng Ngọc                       |                                 | 69     |                           |
| 2013 | Long Môn tiêu cục                   | 龙门镖局             | Dương Tư Duy                          |                                 | 40     | Cameo                     |
| 2013 | Khỏa Ái (The Distance To Love)      | 到爱的距离           | Hứa Nam                               |                                 | 40     |                           |
| 2013 | Tân thiên long bát bộ               | 天龙八部             | Khang Mẫn                             |                                 | 67     |                           |
| 2013 | Điều nhỏ về tình yêu                | 恋爱的那点事儿       | Vương Sa Sa                           |                                 | 35     | Cameo                     |
| 2014 | Phong thần anh hùng bảng            | 封神英雄榜           | Tô Đát Kỷ / Hồ Tiên Nhi               | Trần Kiện Phong                 | 53     |                           |
| 2014 | Tân Thần điêu đại hiệp              | 神雕侠侣             | Lý Mạc Sầu                            |                                 | 54     |                           |
| 2014 | Tân Lộc đỉnh ký                     | 鹿鼎记               | Tô Thuyên                             |                                 | 50     |                           |
| 2014 | Võ Mỹ Nương truyền kỳ               | 武媚娘传奇           | Tiêu Thục Phi                         |                                 | 96     |                           |
| 2015 | Vì độc thân nên ở bên nhau          | 只因单身在一起       | Lâm Mạn Ni                            |                                 | 24     |                           |
| 2015 | Năng lượng Tuổi Trẻ,Tôi Là Nữ Vương | 青春正能量之我是女神 | Cố Thiên Mạch                         |                                 | 35     |                           |
| 2015 | Ban Thục truyền kỳ                  | 班淑传奇             | Lưu Huyên                             |                                 | 42     | Đặc Biệt Diễn xuất        |
| 2016 | Trùng sinh chi danh lưu cự tinh     | 重生之名流巨星       | Liễu Nghệ                             | Mã Khả, Từ Hải Kiều             | 16     | Web drama                 |
| 2016 | Tân biên thành lãng tử              | 新边城浪子           | Mã Phương Linh                        | Chu Nhất Long                   | 50     |                           |
| 2016 | Bán yêu Khuynh Thành 2              | 半妖倾城2            | Cẩn Thái Phi                          |                                 | 20     | Web drama                 |
| 2017 | Côn Luân Khuyết: Tiền thế kim sinh  | 昆仑阙之前世今生     | Linh Tích / Cừu Lâm                   | Từ Hải Kiều                     | 24     | Web drama                 |
| 2017 | Tư Mỹ Nhân                          | 思美人               | Mạc Sầu Nữ                            | Mã Khả                          | 72     |                           |
| 2017 | Tư Mỹ nhân: Hậu duệ sơn quỷ         | 思美人之山鬼后裔     | Mạc Sầu Nữ                            |                                 | 12     | Web drama, cameo          |
| 2017 | Hoa tạ hoa phi hoa mãn thiên        | 花谢花飞花满天       | Tạ Thiên Tầm / Công chúa Khuynh Thành | Chu Nhất Long                   | 66     |                           |
| 2018 | Phượng Tù Hoàng                     | 凤囚凰               | Vương Ý Chi                           |                                 | 54     | Đặc Biệt Diễn xuất        |
| 2018 | Lỏa ái                              | 因为爱你             | Tô Minh Minh                          | Huỳnh Duy Đức                   |        | Quay năm 2012             |
| 2019 | Cô gái nhỏ không bỏ cuộc            | 小女花不弃           | Tiết Phi                              |                                 | 51     | Đặc Biệt Diễn xuất        |
| 2020 | Quan hệ hoàn mỹ                     | 完美关系             | Bồi Du                                |                                 | 50     | Cameo                     |
| 2020 | Hạnh phúc trong tầm tay             | 幸福，触手可及！     | Tần Thanh                             | Địch Lệ Nhiệt Ba, Hoàng Cảnh Du | 51     |                           |
| 2020 | Unbending Will                      | 石头开花             | Lý Hà                                 |                                 | 20     | Tập: Đội bóng rổ Vân trại |
| 2021 | Hào thủ tựu vị                      | 号手就位             | Hoàng Văn                             | Lý Dịch Phong, Trần Tinh Húc    | 49     | Vai chính                 |
| 2022 | Lạc lối dưới lòng Côn Luân          | 迷航昆仑墟           | Thôi Yên Chi                          |                                 | 36     | Web Drama                 |
| 2022 | Dân Quốc đại trinh thám             | 民国大侦探           | Chu Mặc Uyển / Hoài Cẩn               |                                 | 24     | Web Drama                 |
| 2024 |                                     | 危险的她第二季       | Kiều Vi                               |                                 | 16     | Web Drama                 |
| 2024 | Mật mã Thanh Minh thượng hà đồ      | 清明上河图密码       | Chương Thất Nương                     |                                 | 26     |                           |
| 2025 | Tôi Là Triệu Xuất Tức               | 我叫赵出息           | Lý Thanh Y                            |                                 | 30     |                           |

### Điện ảnh
| Năm  | Tên                                      | Tên gôc              | Vai             | Bạn diễn  |
| 2010 | Phi Thành Vật Nhiễu 2                    | 非诚勿扰2            | Hình Dư         |           |
| 2011 | Câu chuyện Otaku: Nữ thần quay lại       | 宅男总动员：女神归来 | Triệu Mẫn       |           |
| 2011 | Gia bạn hỉ sự                            | 家办喜事             | Mạc Tiểu Du     | [ 7 ]     |
| 2011 | Tình hè rực cháy                         | 夏日恋神马           | Tiểu Dư         |           |
| 2011 | No Liar, No Cry                          | 不怕贼惦记           | Thanh Hoa       |           |
| 2011 | Long Môn Phi Giáp                        | 龙门飞甲             | Vạn Quý Phi     |           |
| 2012 | Tôi yêu Hồng Kông 2012                   | 2012喜上加喜         | Vivian          |           |
| 2012 | Xe không may                             | 车在囧途             | Y Dung          |           |
| 2012 | Sư tử Hà Đông 2                          | 河东狮吼2            | Lưu Hương       |           |
| 2013 | Phấn Hồng Nữ Lang: Ái Nhân Khoái Bào     | 粉红女郎·爱人快跑    | Nam Nhân Bà     |           |
| 2013 | Trí mệnh thiểm ngoạn                     | 致命闪玩             | Hiểu Thanh      |           |
| 2015 | Ma tạp hành động                         | 魔卡行动             | Lý PhỈ PhỈ      |           |
| 2020 | Đầu chiến thắng phật: Nước mắt Đại Thánh | 斗战胜佛之大圣之泪   | Cát Tường Thiên | Phim mạng |
|      | Thế giới ẩn giấu                         | 隐秘世界             |                 |           |

## Âm nhạc

### Album:
Câu Chuyện Cổ Tích Nửa Chừng (半路童话) 2009

### Single:
Hỏi Thế Gian (phim truyền hình "Thần điêu hiệp lữ") 2014-12-02

### MV
| Năm  | Tên                    | Loại |
| 2009 | A person of Beijing    | MV   |
| 2011 | The beginning is wrong | MV   |

## Chương trình tạp kỹ
| Ngày                 | Tên                                               | Ghi chú |
| 16 tháng 1 năm 2010  | Happy Camp                                        | Khách mời |
| 2011                 | Long môn phi giáp hậu trường                      | |
| 2011                 | Khiêu vũ cùng sao                                 | |
| 28 tháng 5 năm 2011  | Happy Camp                                        | Khách mời |
| 3 tháng 3 năm 2012   | Happy Camp                                        | Khách mời |
| 25 tháng 4 năm 2013  | Big Shot                                          | |
| 18 thảng 3 năm 2014  | 十足女神fan                                       | Khách mời |
| 22 tháng 8 năm 2014  | Ngày ngày tiến lên                                | Khách mời |
| 23 tháng 8 năm 2014  | Nữ thần tân y                                     | Chương trình bao gồm "May trang phục 24 giờ + trình diễn thời trang + đấu giá" và các phân đoạn khác, có tính thời sự cao và có giá trị truyền thông tích cực . Bắt đầu từ ngày 23 tháng 8 năm 2014, show được phát sóng trên kênh Dragon TV vào lúc 21:15 tối thứ bảy hàng tuần. |
| 27 tháng 12 năm 2014 | Happy Camp                                        | Khách mời sáng tạo chính của phim truyền hình Thần điêu đại hiệp |
| 10 tháng 1 năm 2015  | Happy Camp                                        | Khách mời chính của bộ phim truyền hình Vì độc thân nên ở bên nhau |
| 11 tháng 2 năm 2015  | Gala mừng xuân của CCTV Network                   | |
| 15 tháng 5 năm 2015  | Toàn viên gia tốc 2015                            | Tập 3 |
| 27 tháng 5 năm 2015  | Big Shot                                          | Khách mời |
| 27 tháng 5 năm 2015  | Toàn viên gia tốc 2015                            | Tập 5 |
| 24 tháng 7 năm 2015  | Chân tâm anh hùng                                 | Khách mời trực tuyến |
| 31 tháng 7 năm 2015  | Chân tâm anh hùng                                 | Khách mời tập 2 |
| 6 tháng 11 năm 2015  | Toàn viên gia tốc 1                               | |
| 11 tháng 8 năm 2017  | Rock & Roast 1                                    | |
| 27 tháng 10 năm 2017 | Super Partner                                     | Khách mời thường trú |
| 15 tháng 9 năm 2018  | Tôi là diễn viên mùa 1                            | Vòng đầu tiên của tập thứ hai, trận đấu đầu tiên, là với Trương Quân Ninh diễn Bán sanh duyên |
| 3 tháng 9 năm 2020   | 百分之二的爱                                      | |
| 9 tháng 10 năm 2020  | Cục tình báo sao hỏa mùa 5                        | |
| 10 tháng 11 năm 2020 | Đêm siêu khuyến mại Double 11 của JD.com năm 2020 | |
| 2021                 | Tỷ tỷ đạp gió rẽ sóng mùa 2                       | |
| 17 tháng 4 năm 2021  | Wow! Mom                                          | |
| 18 tháng 10 năm 2021 | Sức hấp dẫn của Trung Quốc: Sự hòa hợp thế giới   | |
| 3 tháng 6 năm 2023   | Thanh xuân hoàn du ký 4                           | |
| 9 tháng 6 năm 2024   | 妙语连珠-鲜玉奇缘                                 | |
| 30 tháng 6 năm 2024  | Ba bữa ăn và bốn mùa chương Giang Tô              | |
| Tháng 7 năm 2024     | Ba bữa ăn và bốn mùa                              | "Chân dung gia đình" đã có mặt ~ Mỗi tập sẽ có sự góp mặt của những khách mời khác nhau sẽ đưa bạn đi thăm một tỉnh và hai thành phố, nếm thử các món ăn địa phương độc đáo và tìm hiểu về phong tục, văn hóa địa phương                                                          |
| 19 tháng 9 năm 2024  | Nhân danh thời trang                              | |

## Hoạt động xã hội

### Từ thiện
Tháng 5 năm 2011, tham gia sự kiện từ thiện " Dancing Miracle " của Đài truyền hình vệ tinh Hồ Nam và gây quỹ ước mơ trị giá 10.000 nhân dân tệ cho Fu Mangmang, một đứa trẻ nghèo ở Quý Châu. Cô hợp tác với Bai Kainan đích thân trao tặng quỹ ước mơ cho đứa trẻ.
Tháng 3 năm 2015, bắt tay với Sina Weibo để phát động sự kiện từ thiện “Hãy cùng nhau có một sinh nhật thân thiện với môi trường” và bày tỏ thái độ bảo vệ môi trường của mình là “ở nhà, không ăn nhiều và không bật đèn” thông qua Weibo. Vào tháng 6, cô được Quỹ Phúc lợi Dân số Trung Quốc mời tham dự Đêm tiệc từ thiện "Từ thiện vui vẻ, kỷ niệm 100 năm" năm 2015 được tổ chức tại Bắc Kinh. Những bức tranh tự vẽ mà cô tặng cuối cùng đã được bán đấu giá với số tiền lên tới sáu con số. Ngày 13 tháng 8, cô đã quyên góp 1 triệu nhân dân tệ cho gia đình của những người lính cứu hỏa đã thiệt mạng trong vụ nổ ngày 12 tháng 8 tại Khu đô thị mới Tân Hải Thiên Tân và cho những người có hoàn cảnh khó khăn bị ảnh hưởng bởi vụ tai nạn.
Ngày 30 tháng 9 năm 2016, vẽ bức tranh truyền thống Trung Quốc "Hoa nở" cho dự án " Hầm nước cho các bà mẹ " của Quỹ Phát triển Phụ nữ Trung Quốc thông qua nền tảng phát sóng trực tiếp. Bức tranh sau đó đã được một nhà từ thiện người Trung Quốc mua lại trên nền tảng đấu giá từ thiện trực tuyến Sina Weibo với giá 70.980 nhân dân tệ và toàn bộ số tiền thu được từ cuộc đấu giá đều được quyên góp cho dự án từ thiện "Hầm nước cho các bà mẹ".
| Năm  | Hoạt động                                                                                |
| ---- | ---------------------------------------------------------------------------------------- |
| 2016 | Đại sứ Ngày nhận con nuôi Bắc Kinh                                                       |
| 2015 | Đại sứ của Milan Expo                                                                    |
| 2015 | Đại sứ của Dự án Ba trẻ mồ côi                                                           |
| 2010 | Đại sứ phúc lợi công cộng của Diễn đàn Cơ quan trao đổi quốc tế H20 về sức khỏe toàn cầu |
| 2010 | Đồng hồ Enicar quan tâm đến cuộc sống và chào đón Đại sứ từ thiện Moon Bears             |

## Giải thưởng
- 2010 Enicar love life embrace Ambassador
- 2010 Global subhealth H20 International Forum on Public authority Ambassador
- 2010 Nanning International Auto Show opened guests
- 2011 SOHO Giải thưởng Tài Năng Mới
- 2011 Giải thưởng Thời Trang Trung Quốc - Thời Trang Thảm Đỏ
- 2012 Danh sách ngôi sao châu Á của Hoa Đỉnh - Ngôi sao có hình tượng tốt nhất: Hang 95
- 2012 BQ Celebrity Score Awards - Nữ diễn viên được yêu thích nhất (Đề Cử)
- 2013 Sina Weibo 2012 - Cặp đôi nổi tiếng nhất: Lý Thần - Trương Hinh Dư
- 2013 BQ Celebrity Score Awards - Nữ diễn viên được yêu thích nhất (Đề Cử)
- 2015 Nữ Diễn viên xuất sắc nhất Hoa Đỉnh lần thứ 17 (Đề Cử)
- 2016 Truyền hình Trung Quốc Bình Chọn Diễn viên Giỏi (Chinese TV Good Actor Selection) - Nữ Diễn viên xuất sắc nhất (bình chọn online) (Đề Cử)
- 2016 Giải thưởng Vàng Guduo (do truyền thông bình chọn) - Nữ Diễn viên Web Drama xuất sắc nhất (Đề Cử)
- 2020 Lễ trao giải thưởng Diễn viên Trung Quốc lần thứ 7 - Nữ diễn viên xuất sắc nhất nhóm xanh lục (Đề Cử)